# Léonard Jarraud
Pour les articles homonymes, voir Jarraud.
Léonard Jarraud est un peintre français, né en 1848 et mort en 1926 à La Couronne, près d’Angoulême. Sa vocation s’éveille en Charente, où il vit jusqu’à l’âge de dix-huit ans. Il se rend alors à Paris pour s’inscrire à l’École des Beaux-Arts et tenter de faire carrière, mais son séjour dans la capitale est marqué par une succession d’échecs, notamment au prix de Rome. Ces désillusions n’altèrent ni sa soif d’apprendre ni sa confiance en lui. Lorsqu’il regagne son village natal, en 1889, il a déjà commencé une œuvre de portraitiste et de paysagiste où l’influence du réalisme se fait sentir. Cette influence transparaît également dans les scènes du quotidien qu’il a peintes jusque-là.
Le choix d’une vie simple et rustique se manifeste dans les thèmes qu’il traite ensuite : une grande partie de ses toiles constitue une sorte d’illustration de l’existence des humbles à la fin du XIXe siècle, tandis que ses paysages traduisent un dépouillement qui lui est propre. Mais, en dépit de ses choix, il est bientôt entouré de collectionneurs et d’artistes charentais. Les uns et les autres deviennent ses amis et tentent, vainement, de le faire échapper à sa médiocre condition sociale. Ils réussissent à le convaincre d’exposer de nouveau à Paris, ce qu’il fait par deux fois. Cette double expérience le mène aux portes d’un succès que chacun aurait jugé mérité. Il n’échappe pourtant pas au destin qu’il s’est choisi et s’enfonce dans une solitude accentuée par les deuils familiaux. Malgré deux rétrospectives organisées à son insu quinze ans avant sa mort, et qui confirment son talent, il vieillit dans l’inconfort et meurt dans la détresse matérielle après avoir fini sa vie sans pouvoir ni écrire ni peindre.

## Les premières années
Léonard Jarraud naît en 1848 à La Couronne, en Charente, d’un père entrepreneur, prénommé lui aussi Léonard, « et de son épouse Marguerite Portrait». Le jeune garçon est élève à l’Institut François-Ier d’Angoulême, 5, rempart du Midi, de 1861 à 1863. C’est durant cette période qu’il commence à fréquenter des cours de dessin et de peinture. Mais en 1863, sa famille décide de lui fixer un but : il sera notaire. Après une escapade de six semaines à Paris (septembre-octobre 1863), à l’occasion d’un mariage, il rentre à La Couronne et y passe les trois années suivantes comme clerc, dans une étude. Parallèlement à sa vie professionnelle, il continue à dessiner et à peindre, soutenu par quelques amis qui l’encouragent. Au nombre de ceux-ci, il faut compter Émile Biais, qui deviendra archiviste, puis conservateur du Musée des beaux-arts d'Angoulême. Grâce sans doute à son appui, Léonard Jarraud finit par convaincre sa famille de le laisser tenter sa chance à Paris où il entre à l’École des Beaux-Arts en juin 1866.

## Échecs parisiens
Ses premiers contacts avec l’atelier de Gérôme, alors surpeuplé, déconcertent le nouvel arrivant. Il envisage un moment de suivre l’enseignement de Bouguereau, qu’il rencontre et qui le réconforte. Il ne quitte pas Gérôme mais, en 1867, désireux de progresser, il fréquente surtout l’atelier de Lavigne, peintre d’histoire, ou celui de Laville, sculpteur. Mettant de côté sa désillusion première, il se plonge dans un travail acharné, copiant les maîtres avec beaucoup d’application. Ces efforts débouchent très vite sur un résultat concret : au Salon de mai 1868, il reçoit une troisième médaille, dans la catégorie Figures dessinées. Première anecdote révélatrice de sa personnalité : sans attendre la remise officielle de son prix, il repart pour la Charente où, dans une mansarde, il peint portraits et paysages pendant deux mois.

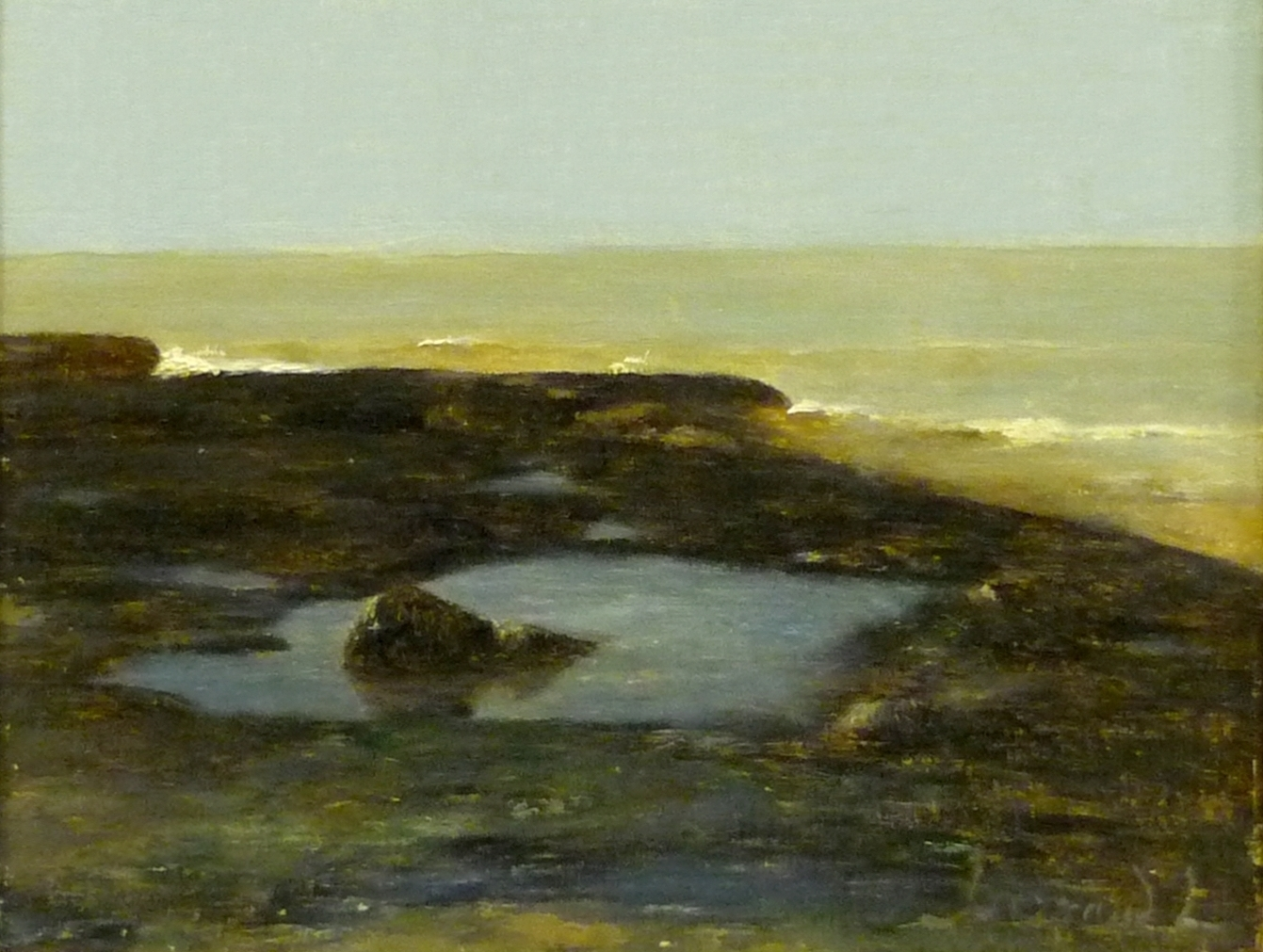
La Mer à Royan, 1871.

En novembre 1868 il s’installe dans un atelier, au 16, rue de Seine, et poursuit son apprentissage, non sans participer à la vie festive des peintres de l’époque et aux sorties « sur le motif » à Fontainebleau ou à Saint-Cloud. Dans le même temps, « quelques idylles, nouées et rompues, [agrémentent] la vie de l’artiste ». De nouveau candidat au Grand Prix de Rome en mai 1869, il échoue, ainsi qu’en 1870. C’est pourtant en cette même année 1870 qu’il reçoit la « Première Récompense de l’École des Beaux-Arts » et « trois cents francs d’argent».
Peu après, durant les étés de 1871 et de 1872, les vacances le mènent sur la côte atlantique et plus précisément à l’Île d’Oléron où réside un oncle attentif, Ernest Jarraud. Il reste une trace du premier séjour : un tableau intitulé La Mer à Royan (La Flaque) et daté de 1871. Quant au second séjour, il est attesté dans le livre de Régina Jarraud. Une lettre du peintre à ses parents y est citée, lettre où il décrit ses activités estivales. Il mentionne les excursions qu’il effectue autour de Saint-Pierre-d'Oléron en compagnie de sa cousine Ernestine et de ses amies, « les demoiselles de Saint-Jean-d’Angély et de Saintes ». Il fait part, également, de ses travaux, lesquels semblent surtout consacrés à des portraits familiaux, et il note : « J’ai fait beaucoup d’esquisses, je laisse tout à mon oncle, une foule de petites choses, résultat assez sérieux cependant de ma jeunesse qui n’a jamais été légère.» . L’Effet de soleil sur la mer et la Grotte marine à Royan, pour l’heure non datés, ont peut-être été peints durant l’un de ces deux étés passés à Saint-Pierre, à moins qu’ils n’aient été exécutés de mémoire, ou d’après des esquisses, en atelier, quelque temps plus tard. En 1941, le Dr Henri Mallié évoque, pour sa part, sans autre explication, « un court et unique voyage à Royan » dont Jarraud aurait ramené La Flaque et la Grotte marine.
Quoi qu’il en soit, la vie parisienne du peintre continue et il vit la même désillusion de 1871 à 1877 à chacune de ses candidatures au Prix de Rome. Par deux fois, il monte en loge mais chaque tentative se révèle finalement aussi infructueuse que les autres. C’est à peine si une seconde médaille, reçue en 1876, vient nuancer un bilan que Jarraud considère comme totalement négatif. En effet son séjour parisien ne lui a pas permis d’obtenir la récompense qui aurait justifié sa vocation, notamment aux yeux de ses proches. Il est d’autant plus marqué par le refus des institutions à reconnaître son talent, que son insuccès entraîne pour lui des difficultés matérielles de plus en plus criantes. Il passe encore deux années à Paris puis, las de solliciter l’aide de sa famille, décide de s’installer définitivement à La Couronne où, à partir de 1879, il va vivre désormais aux côtés de sa mère. Il se rendra toutefois de temps à autre dans la capitale, entre 1885 et 1895, pour y effectuer des travaux de commande.
Son échec social, s’il dure jusqu’à sa mort, n’altère en rien la confiance en lui qu’il manifestera souvent et qui sera renforcée par les encouragements de quelques amis sûrs, comme Jean-Marie Rolion et Émile Biais, ou par l’intervention de protecteurs comme Lazare Weiller. Malgré tout, pendant ces années difficiles, il a accumulé de l’expérience, et a pu, par moments, vendre des toiles ou recevoir, lors d’expositions, les avis favorables de quelques critiques. Certes, ces ventes et ces opinions autorisées ont valeur d’encouragements, mais elles ne lui permettent toujours pas d’atteindre à l’autonomie financière dont il rêve.

## Le retrait charentais

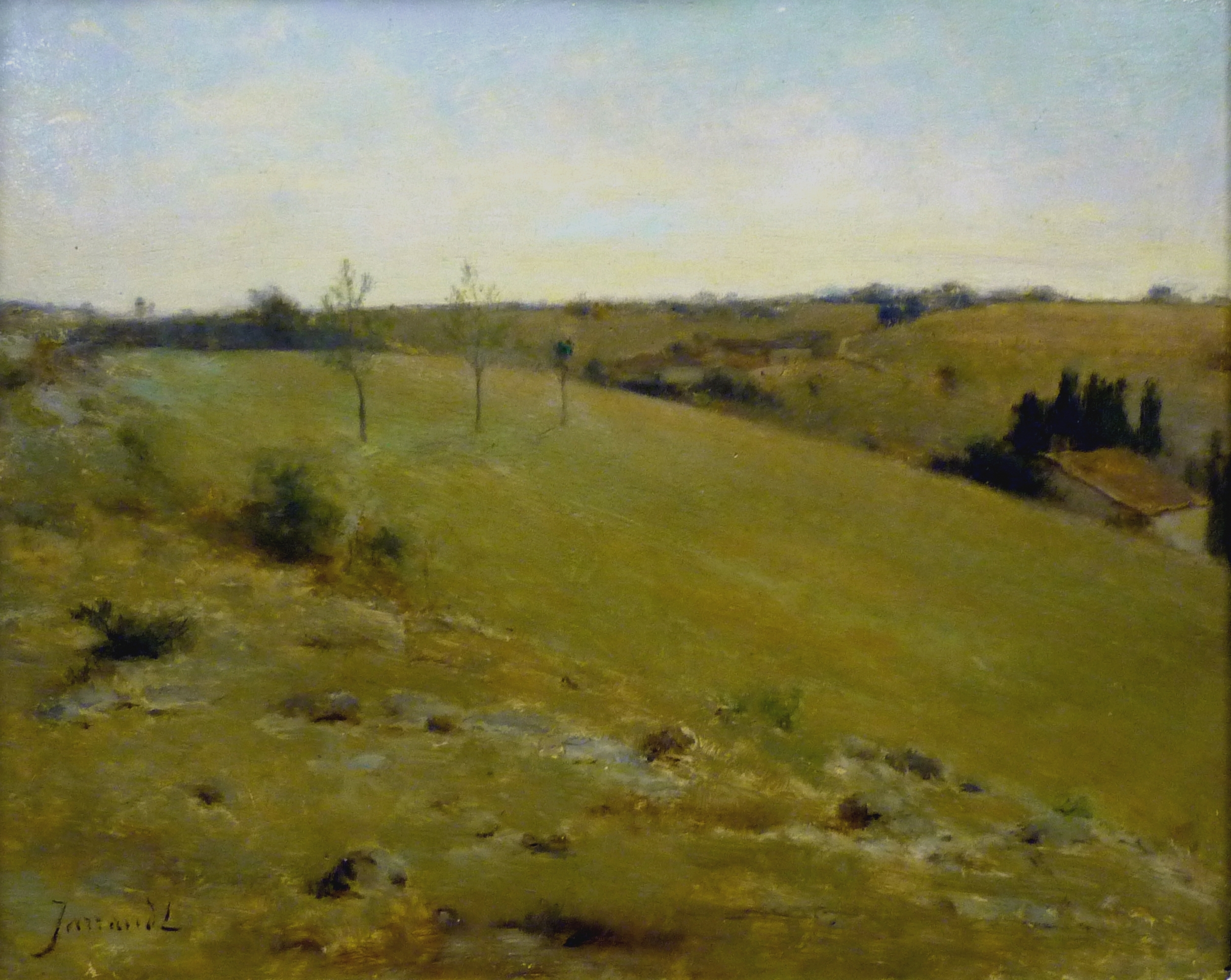
Paysage ou Les Chaumes près de La Couronne.

Replié sur lui-même en Charente, il mène une vie sans éclat qui se reflète aussi bien dans le côté approximatif de son atelier — une pièce attenante à la cuisine de sa mère — que dans sa vêture. La pipe à la bouche, il parcourt la campagne et interrompt volontiers son travail de peintre pour discuter avec un passant. Il semble prendre plaisir à vivre hors du jeu commercial du monde de la peinture et à s’enfoncer en lui-même, à la recherche de sa propre voie. Dans le même temps, naît la légende du peintre-paysan, ce qu’il n’est pas artistiquement, bien qu’au quotidien il s’accommode d’une grande frugalité.
Le nouveau mode de vie de Léonard Jarraud est inséparable du choix des thèmes qu’il aborde et les titres de ses tableaux parlent d’eux-mêmes : La Croix au carrefour, La Treille, Vieille femme, Chemin creux, Le Cellier, Le Pot-au-feu, Le Cochon, Le Chemin dans les vignes, Les Chaumes de La Couronne, Les Chaumes... Tous s’inscrivent dans un cadre rural, et l’artiste ne se départ jamais d’une attention passionnée à ce qu’on pourrait appeler les humbles ou, pour reprendre un titre de Charles Monselet, « les oubliés et les dédaignés » de l’époque. Bien sûr, Léonard Jarraud continue à peindre, avec réussite, de nombreux portraits de notables, d’industriels, de collectionneurs amis ou de leurs épouses, mais son originalité procède surtout de ce qu’il s’applique à traduire les facettes de l’univers dans lequel il est immergé. On peut certes trouver des thèmes presque similaires chez ses contemporains impressionnistes ou fauves ; toutefois, dans leurs toiles gorgées de couleurs, on est à l’opposé de ce que Jarraud réalise en toute discrétion, notamment avec ses paysages et, surtout, ses chaumes. Le pittoresque en est banni comme pour laisser le regard et la conscience atteindre, par une sorte d’ascèse, à la simplicité essentielle de la nature la plus ordinaire qui soit.
Si, à son retour de Paris, Léonard Jarraud tourne le dos à son passé et à certaines de ses ambitions, il n’est pas pour autant coupé du monde de l’art. En effet, dans ces années 1880, il existe à Angoulême et en Charente une petite société d’artistes et d’amateurs très actifs. Au nombre de ceux-ci, figurent Joseph Bertin, collectionneur, Louis Duffort, Maurice Dognon et Jean Donzole, lequel deviendra maire d’Angoulême de 1896 à 1900. Dans le même ordre d’idées, il faut citer le groupe des grands industriels charentais, alors prospères : Lazare Weiller, les Laroche-Joubert, Jules Durandeau, James Hennessy, Maurice Laporte-Bisquit ou Claude Boucher. Ils s’intéressent de près aux arts en général et à la peinture en particulier. Léonard Jarraud va trouver chez eux de fidèles soutiens.
À l’initiative d’une partie de ces amateurs, une Exposition charentaise des Beaux-Arts se tient à Angoulême en 1885. La précédente avait eu lieu en 1877, et Jarraud n’y avait pas participé car il venait de connaître son dernier échec parisien. En mai-juin 1885, il expose 15 œuvres en tant qu’élève de M. Gérôme : portraits, paysages et intérieurs. Certaines de ces œuvres sont toujours visibles au Musée d’Angoulême, notamment les portraits de Charles et Ludovic Laroche ainsi que Le Chemin dans les vignes, Les Chaumes, près de La Couronne et Paysage (étude). Grâce à cette exposition Léonard Jarraud côtoie, entre autres peintres locaux, Maurice Vergeaud et Edward May ; sont également présents l’architecte Paul Abadie, les sculpteurs Raymond Guimberteau et Raoul Verlet.

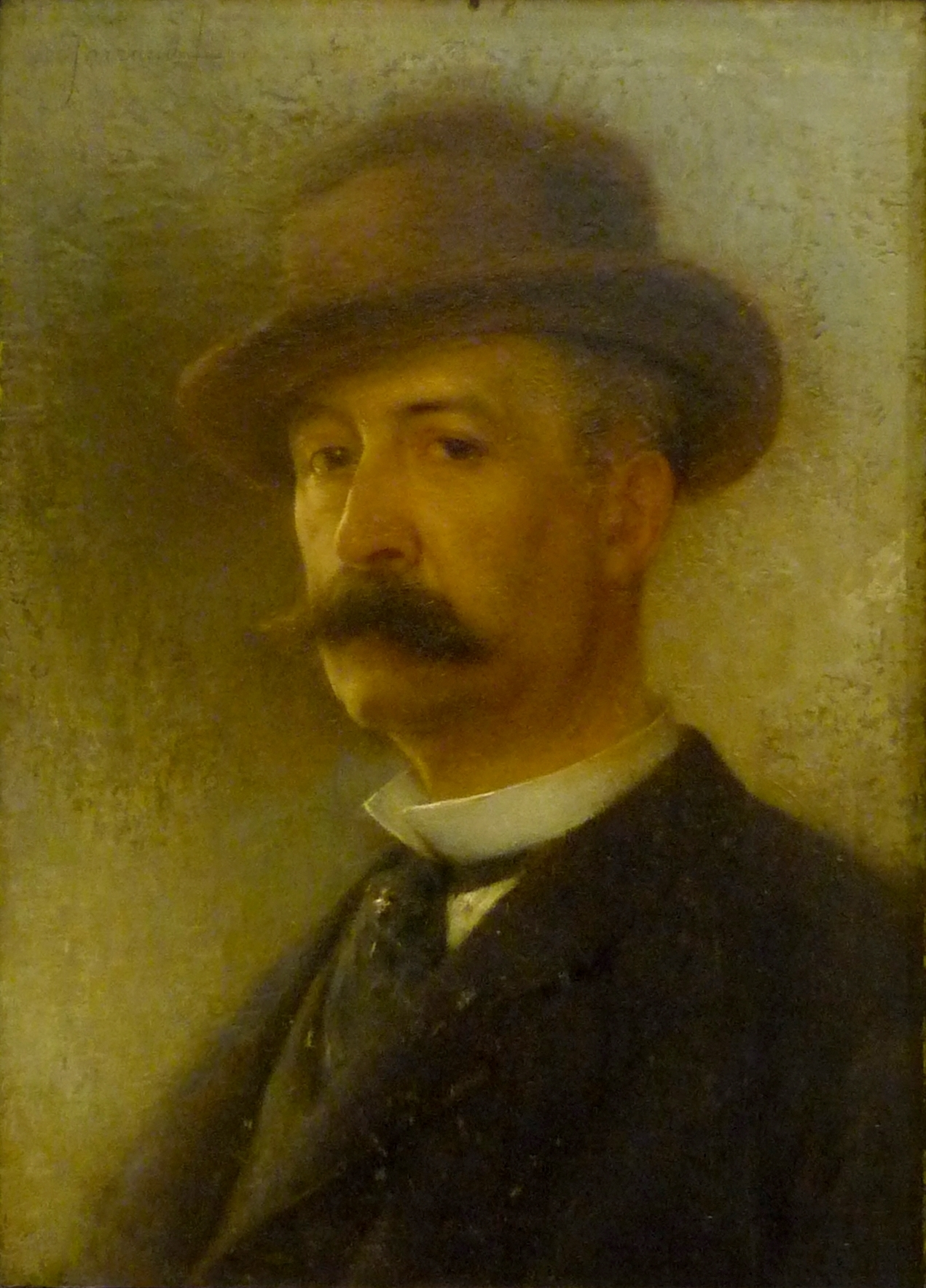
Portait de M. Donzole, 1887.

Regain de confiance ? Influence de ses amis ? Toujours est-il qu’au cours des deux années suivantes (1886 et 1887), Jarraud expose à nouveau au Salon parisien. Le succès est mitigé mais le peintre ne renonce pas pour autant. De cette époque (août et septembre 1887), datent en effet deux portraits particulièrement réussis : celui d'Émile Biais et celui de M. Donzole. Bien que la critique ne soit pas toujours au rendez-vous, les collectionneurs connaissent maintenant Léonard Jarraud et lui achètent des toiles. Et puis il obtient la reconnaissance de ses pairs : en 1889, Meissonier et Puvis de Chavannes relancent les activités de la Société nationale des beaux-arts ; bientôt Léonard Jarraud en est « nommé sociétaire par acclamation et à l’unanimité ». C’est du moins ce que lui écrit Lazare Weiller.
En 1891, Jarraud envoie cinq toiles à Paris, au premier Salon du Champ-de-Mars : quatre portraits, dont celui de Monsieur Lazare Weiller et celui de son épouse, ainsi qu’un paysage. Cette fois, les compliments ne manquent pas, de La Gazette de France à La Gazette des Beaux-Arts, le style de Jarraud et la délicatesse des nuances de sa palette sont enfin clairement reconnus. Aux commentaires élogieux de Puvis de Chavannes, que recueille et transmet Lazare Weiller, s’ajoutent  ceux  du Président Carnot, du Ministre de l’Instruction publique et de quelques autres personnalités en vue.
Les vieux rêves semblent bien près de se réaliser mais c’est sans doute à cette époque que le problème de Jarraud se fait jour le plus clairement : comment concilier l’ambition de réussir, qui implique travaux de commande et mondanités, avec celle de se trouver soi-même et de tracer sa propre route ? — Un tel dilemme est celui de tout créateur. Pour ce qui le concerne, jamais le peintre de La Couronne ne renoncera au destin qu’il semble avoir choisi en rentrant au pays douze ans plus tôt car jamais il ne cherchera à se donner les moyens d’y échapper. Un de ses biographes le juge, de son côté, tout bonnement « paresseux » et doté d’« une nature insuffisamment riche» pour prétendre réussir…
En 1892, il participe encore à l’exposition parisienne du Champ-de-Mars. La critique est toujours bonne et ses amis continuent à l’encourager. Raoul Verlet lui écrit : « Vous êtes un grand artiste... Votre trop grande modestie vous empêche de prendre la place que vous méritez si bien.» De son côté, Lazare Weiller est au nombre de ceux qui interviennent sans succès  pour que Jarraud obtienne la Légion d’honneur. Malgré les attentions dont il est l’objet — Puvis de Chavannes lui manifeste à nouveau son soutien en 1893 et en 1898 —, Léonard Jarraud n’exposera plus au salon du Champ-de-Mars. Après avoir frôlé la reconnaissance officielle, le solitaire de La Couronne s’efface de nouveau, en dépit de nombreuses sollicitations. Béatrice Rolin note à ce sujet que, conjointement à sa faible production en nombre, la « pression de ses amis a peut-être contribué à [son] repliement sur soi ».
En 1893, 19 peintures ou pastels sont montrés à la nouvelle Exposition d’Art et d’Industrie d’Angoulême et, en 1896, trois paysages sont visibles à Cognac dans le cadre de l’Exposition de la Société des Amis des Arts. La réputation régionale de Léonard Jarraud est acquise mais il ne fait rien pour améliorer un éventuel rayonnement. Une telle attitude ne va pas sans conséquences matérielles, si bien qu’en 1904, il doit faire appel à l’aide financière de son cousin de Châteauneuf-sur-Charente, Albert Jarraud. Celui-ci intervient avec beaucoup de générosité tout en encourageant le peintre à sortir de lui-même et à s’affirmer davantage. Il n’en fera rien et il faudra en 1906 l’Exposition Rétrospective de la Société Nationale des Beaux-Arts pour que son nom soit de nouveau évoqué à Paris, une fois encore grâce à Lazare Weiller. Ce dernier aura fait figurer au catalogue un portrait de son épouse, la Convalescente, qui recevra un accueil très favorable.

## Deuils, dernières joies, bilan

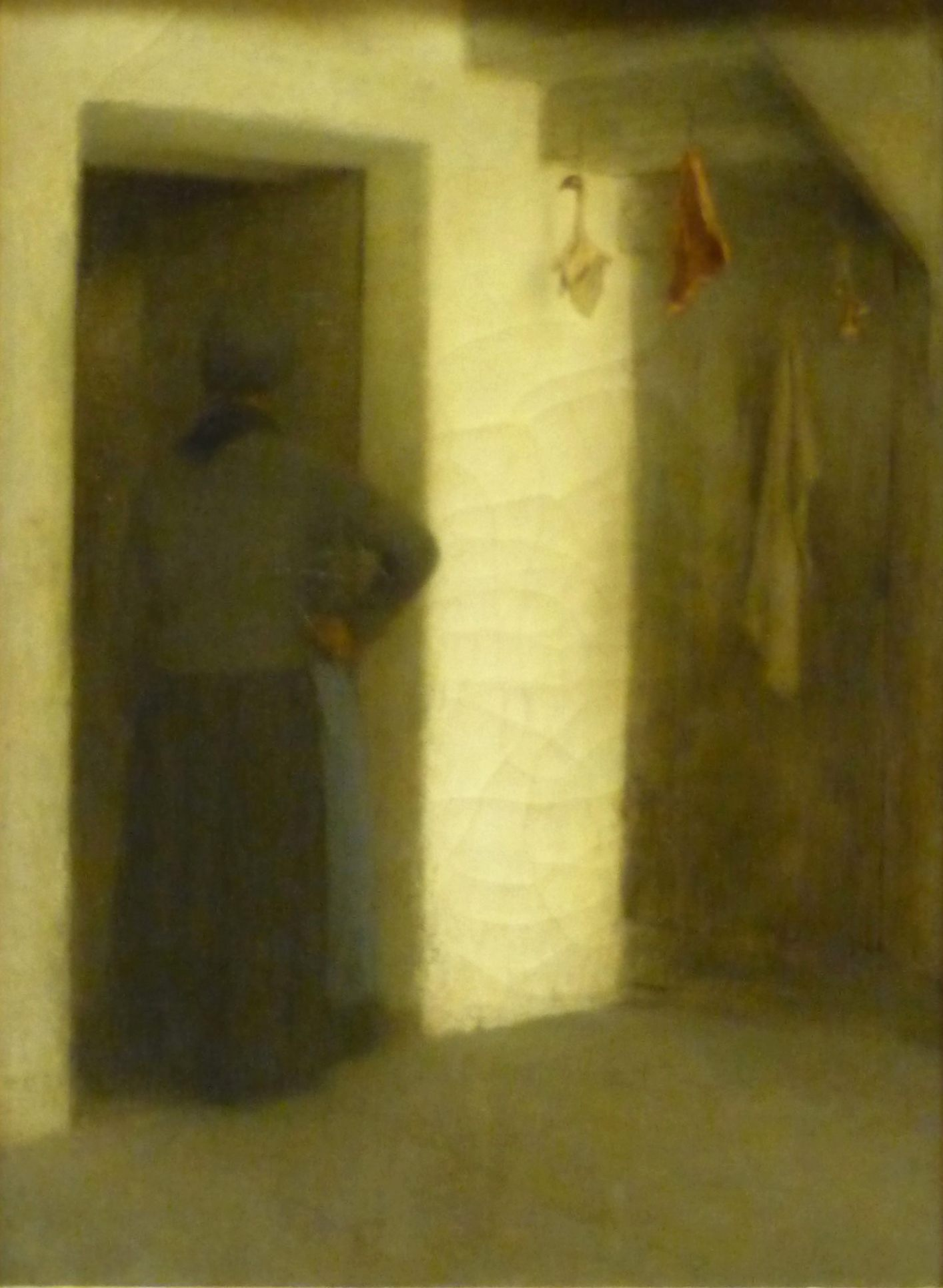
Le Cellier.

Quelques dates importantes jalonnent encore l’existence de Jarraud. Il s’agit des grandes satisfactions que vont lui apporter ses amis en 1907 et en 1911, ainsi que des deuils familiaux qu’il va subir.
Ses dernières joies vont naître, sans que le peintre soit jamais mis dans la confidence, à l’occasion d’hommages rendus par les amis fidèles, sous la forme de rétrospectives. La première d’entre elles est organisée du 23 mai au 9 juin 1907 à Paris, Galerie des Artistes Modernes, chez Simon Sons, rue de Caumartin. Elle rassemble un peu plus de 120 toiles et les frères Tharaud écrivent la préface du catalogue, préface reproduite in extenso dans l’ouvrage de Béatrice Rolin qui la considère comme « une des plus belles pages qui aient été écrites sur Jarraud ».
Durant quelques années, ces joies tardives alternent avec les deuils. Le plus douloureux de ceux-ci est consécutif au décès de sa mère, qui disparaît le 29 novembre 1910. Bien entendu, le vide laissé par la mort de Mme Jarraud mère est particulièrement sensible puisqu’elle avait été non seulement son « modèle infatigable », mais aussi la seule compagne de sa vie depuis son retour en Charente. Il va maintenant connaître une solitude encore plus grande, alors que la vieillesse approche. À la même époque, un autre événement assombrit encore ce qui demeure une des plus tristes périodes de son existence. En effet, au début de 1911, Jarraud apprend que son ami, le collectionneur Pierre Bertin, devant faire face à des problèmes financiers, disperse sa collection.
Pourtant, la même année, une nouvelle rétrospective s’ouvre à Paris, du 20 juin au 11 juillet Galerie Devambez, boulevard Malesherbes. Cette fois, le peintre cède à l’invitation de ses amis puisqu’il se rend dans la capitale en juillet. Face aux 170 œuvres rassemblées à cette occasion, même si les visiteurs sont peu nombreux, les critiques peuvent constater qu’à l’écart de la foule, des querelles de chapelles et des mondanités, un peintre a su trouver sa propre voie quoi qu’il ait pu lui en coûter.
Paul Jamot affirme qu’il aura, « dans l’histoire de la peinture, une place aux côtés de Courbet et de Millet ». L’appréciation n’est pas négligeable lorsqu’elle émane d’un peintre qui fut aussi critique puis conservateur des musées nationaux. Si l’on prête attention à la presse du temps, on constate d’ailleurs que le jugement de Paul Jamot n’est pas isolé. Sans aller jusqu’à des rapprochement aussi décisifs, il est possible d’évoquer, à travers le regard de ses contemporains, les caractéristiques essentielles d’un art très personnel.
Les adjectifs les plus utilisés par les critiques sont « humble », « sincère », « honnête » mais aussi « raffiné ». Certains de ces termes sont sans doute en rapport avec l’univers de Jarraud et avec ses thèmes. Ils renvoient également au format, généralement modeste, de la plupart de ses tableaux. Pour ce qui est de son raffinement, il a trait à sa palette, car tous s’accordent pour insister sur la richesse de ses blancs et de ses gris et sur le côté « brumeux », « embué », de ses atmosphères. René Sudre écrit d’ailleurs : « La couleur de Jarraud n’éclate pas, ne triomphe pas ; elle n’est jamais pure ou lumineuse (…) elle est neutre et pauvre mais combien riche en sa pauvreté. » Poursuivant sa réflexion, René Sudre parle au sujet de Jarraud de « réalisme idéaliste » et précise, s’il en était besoin, que l’artiste « … ne copie pas ; il choisit et interprète ; il voit autant avec son cœur qu’avec son œil. C’est pourquoi il nous émeut tant. »
Un tel article fait écho à des avis critiques formulés longtemps auparavant. C’est ainsi que L. de Neuville avait évoqué, en 1891, « cette peinture grise, blanche, brumeuse et diaphane », cette couleur où « toute la gamme [se] retrouve » et où « le dessin s’affirme avec un relief inconcevable ». À la même époque, Édouard Rod avait reconnu aux toiles de Jarraud « leurs nuances finement arrangées, leurs demi-teintes, la douceur caressante de leurs tons ». Bien sûr, certains, comme Henri Mallié, tireront parti de ces brumes propres à un terroir et à une vision toute personnelle pour qualifier, péjorativement, les toiles de Jarraud de « brouillardeuses »... Régina Jarraud y voit plutôt une parenté avec certaines évocations de Jacques Chardonne dans Le Bonheur de Barbezieux.
Mais, à l’heure d’un possible bilan qui n’a, désormais, plus rien de négatif, Léonard Jarraud connaît un autre deuil familial. Sa cousine germaine, Louise Lemoy (née Stier), disparaît à la fin de l’été 1912. Fille de Charles et Madeleine Stier, ses oncle et tante chez qui il a séjourné à Paris à ses débuts, Louise l’a également aidé matériellement, notamment en 1909. La grande affection qu’il avait pour elle était réciproque et ce décès lui sera pénible. Il en ira de même un an plus tard : à l’automne 1913, son ami Joseph Bertin meurt à son tour.

## Une fin difficile

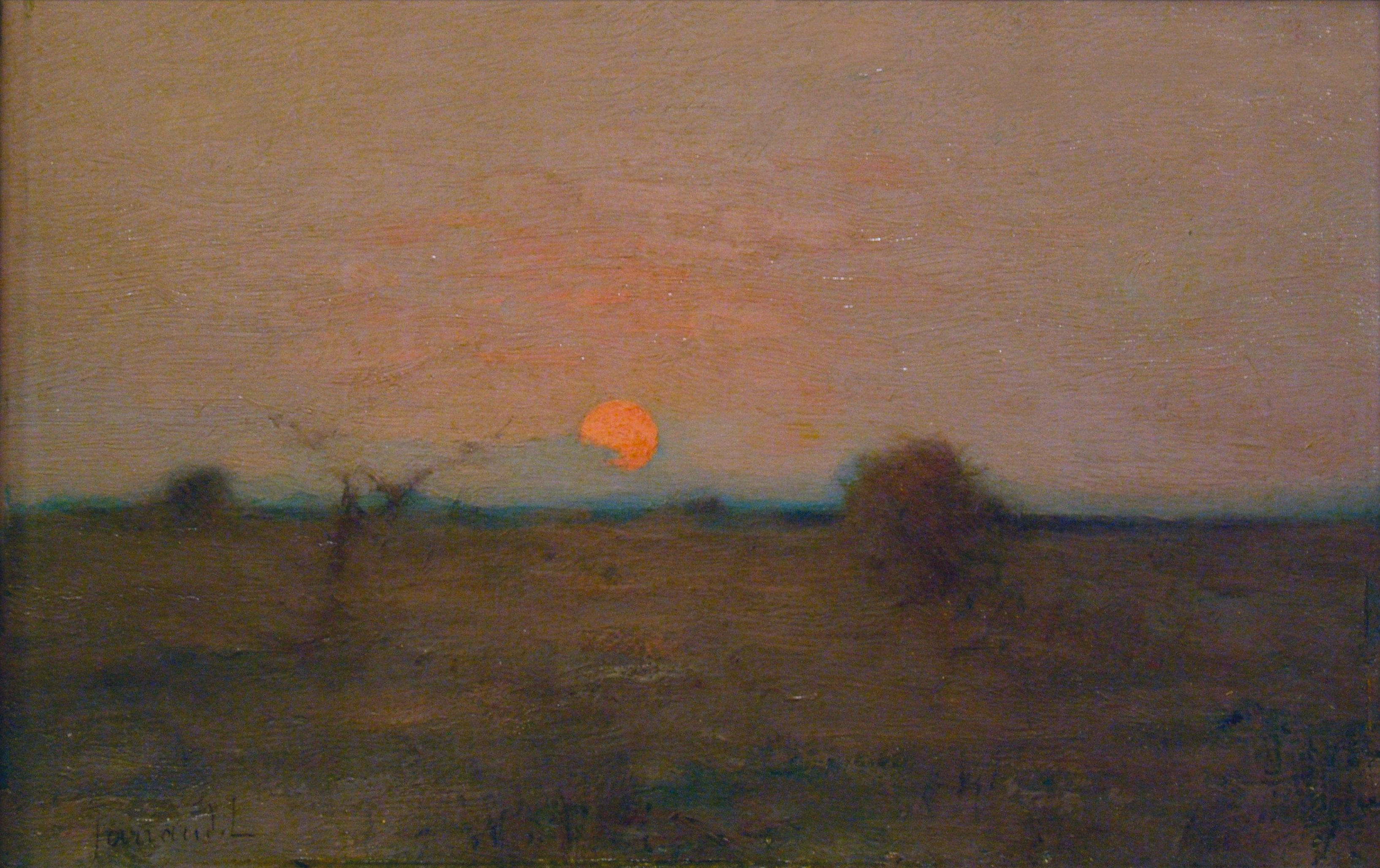
Coucher de soleil.

Les années passent, la santé de Jarraud s’altère et sa solitude s’accentue. Malgré la sollicitude dont l’entourent encore quelques amis, notamment Albert Jarraud et Henry Daras, il mène une vie plus que frugale dans sa maison de La Couronne. Souffrant du froid en hiver, de rhumatismes et de ce qu’il appelle des « crises nerveuses » en été, son état physique se dégrade et il finit par ne plus pouvoir ni écrire ni peindre.
En 1921, il visite la salle du Musée d’Angoulême où sont rassemblées les pièces du legs Durandeau et, en 1923, du 17 mai au 17 juin, la dernière grande exposition de son œuvre est organisée à Angoulême. Au cours de la manifestation, une émouvante photographie est prise par le photographe Delphy : elle représente le peintre devant ses tableaux, vieil homme en qui Béatrice Rolin voit « un vieillard nécessiteux et souffrant qui ne ressent que la détresse de ne plus pouvoir peindre ».
Léonard Jarraud meurt le 3 août 1926. Dans les jours qui suivent, le conseil municipal d‘Angoulême accepte qu’une rue de la ville soit baptisée de son nom. En septembre l’érection d’un monument est envisagée et, avant la fin de 1926, une plaque commémorative est apposée sur la maison que le peintre avait occupée à La Couronne. En 1946, à son tour, cette localité donnera à une rue le nom de celui qui demeure, malgré l'anonymat dans lequel il vécut et l’oubli presque total où on le tient aujourd’hui, un des peintres régionaux les plus originaux et les plus attachants de son époque.

## Sources
- Béatrice Rolin, Léonard Jarraud (1848-1926) ou le « réalisme idéaliste », Angoulême, Musée des Beaux-Arts, 1988.
- Régina Jarraud, Un grand peintre charentais, Léonard Jarraud : préface de Jean Talbert, Angoulême, Imprimerie ouvrière, 1941.
- Henri Mallié, Croquis charentais, Angoulême, Imprimerie ouvrière, 1941.

### Galerie

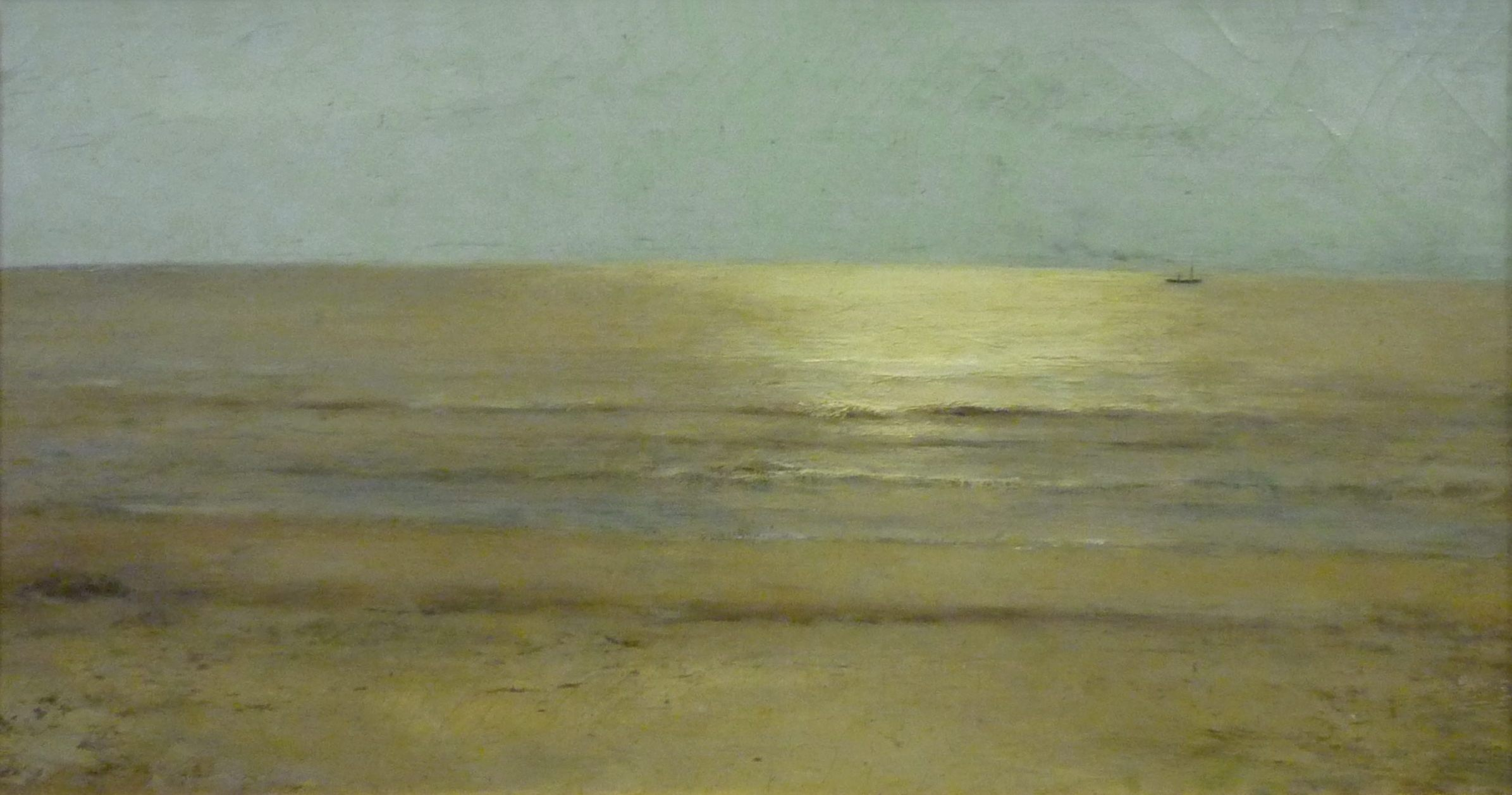
La mer, 1872
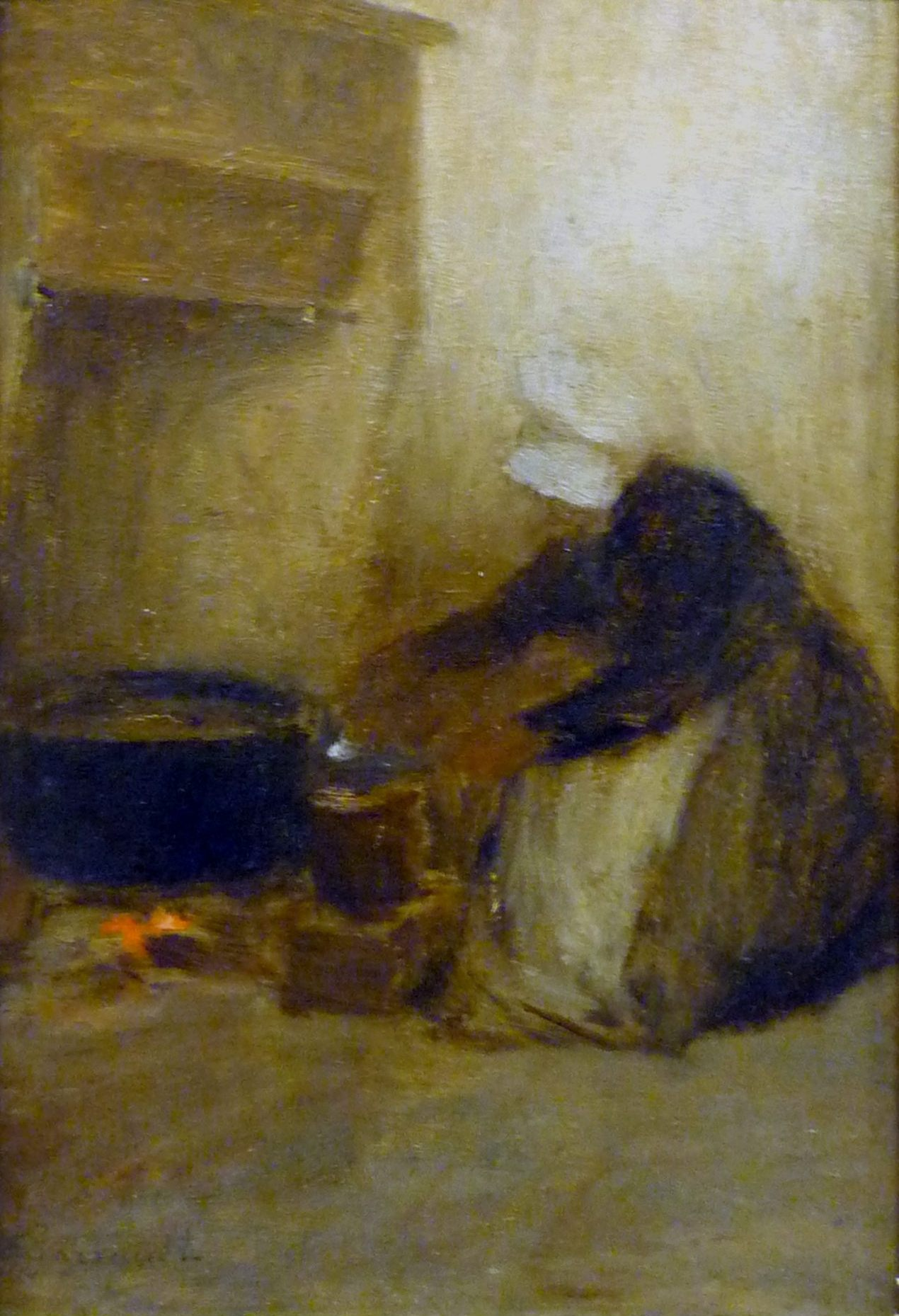
Le pot au feu, 1874
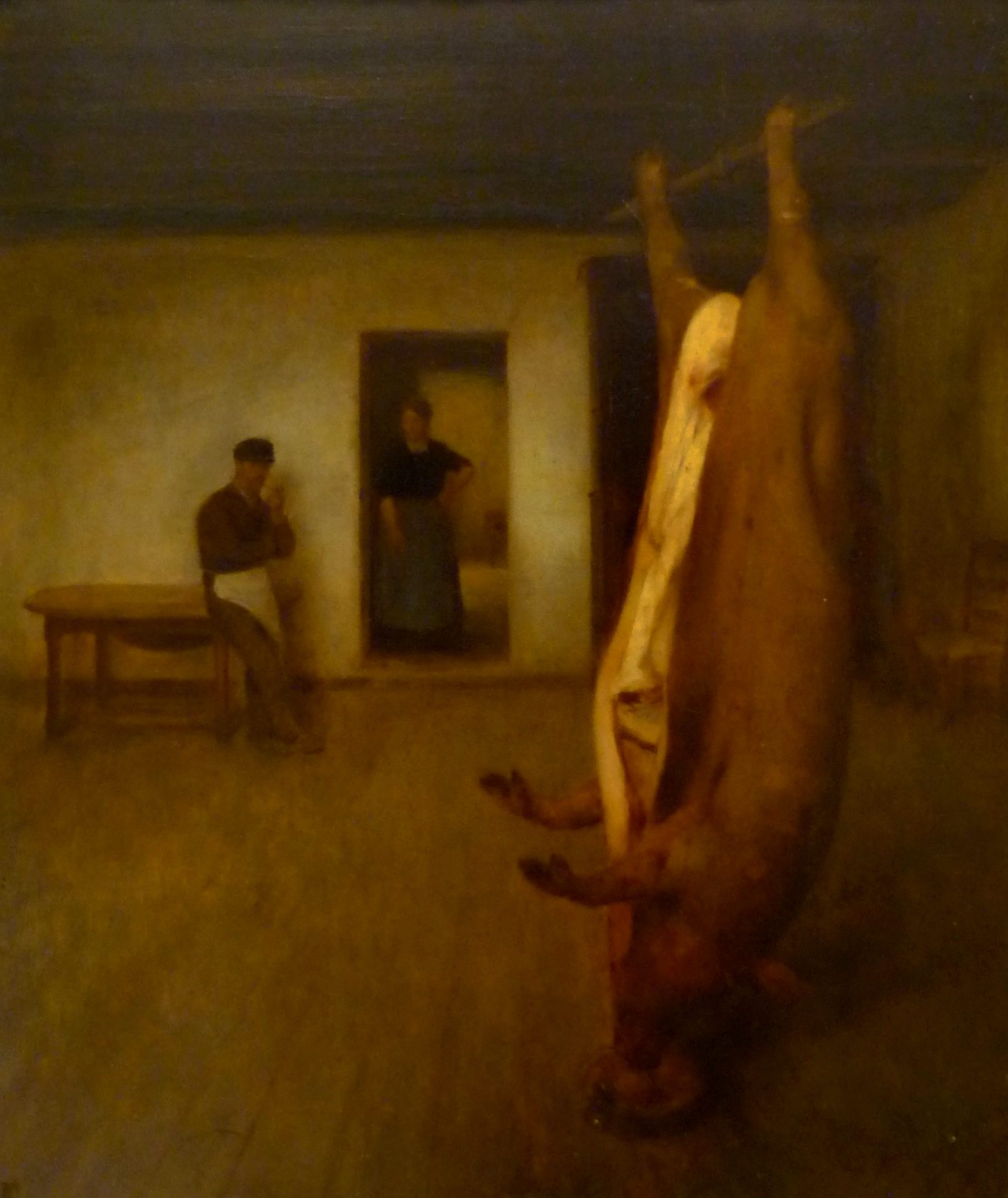
Le Cochon, 1871
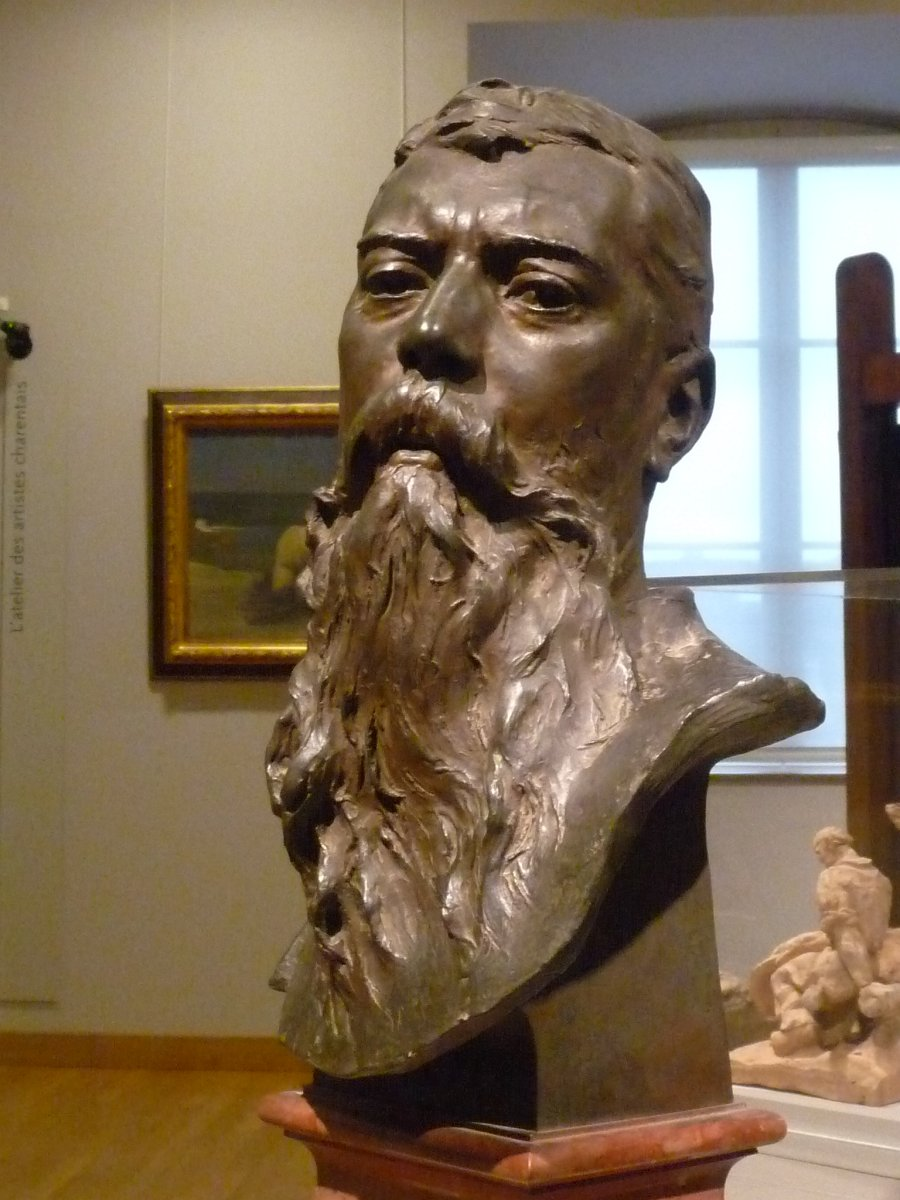
Buste de Léonard Jarraud au musée d'Angoulême
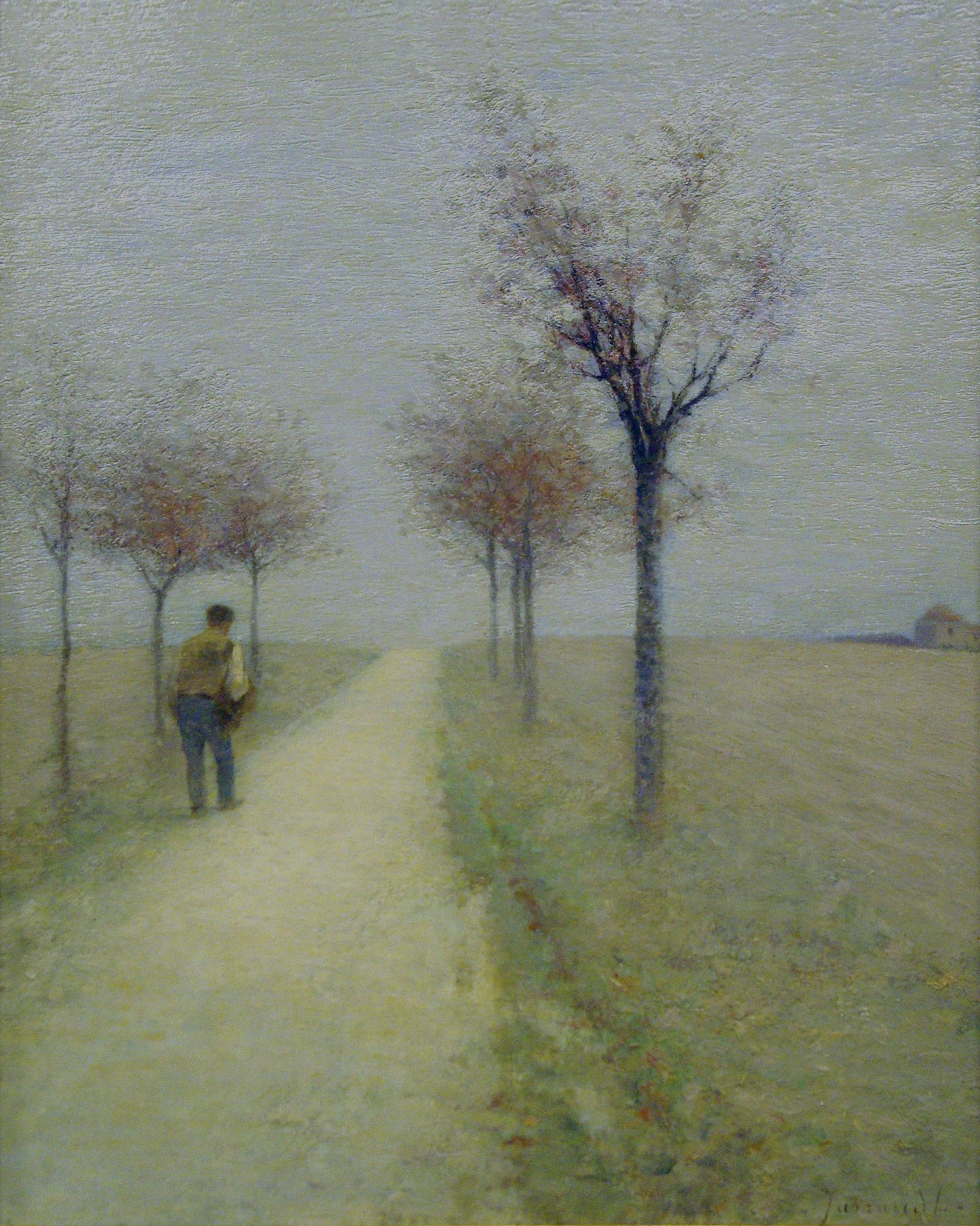
La Route, vers 1880
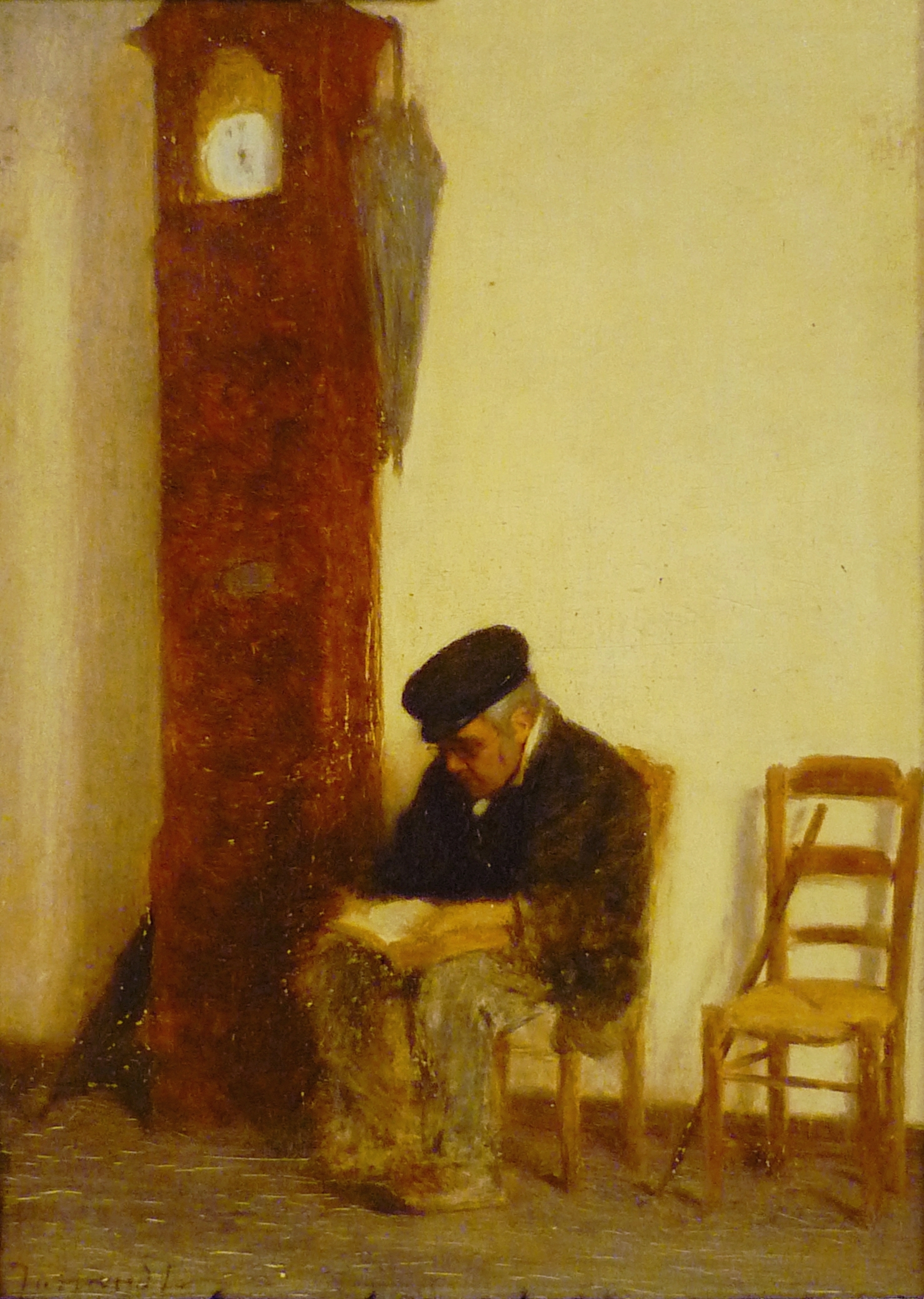
Vieillard à la pendule, 1874
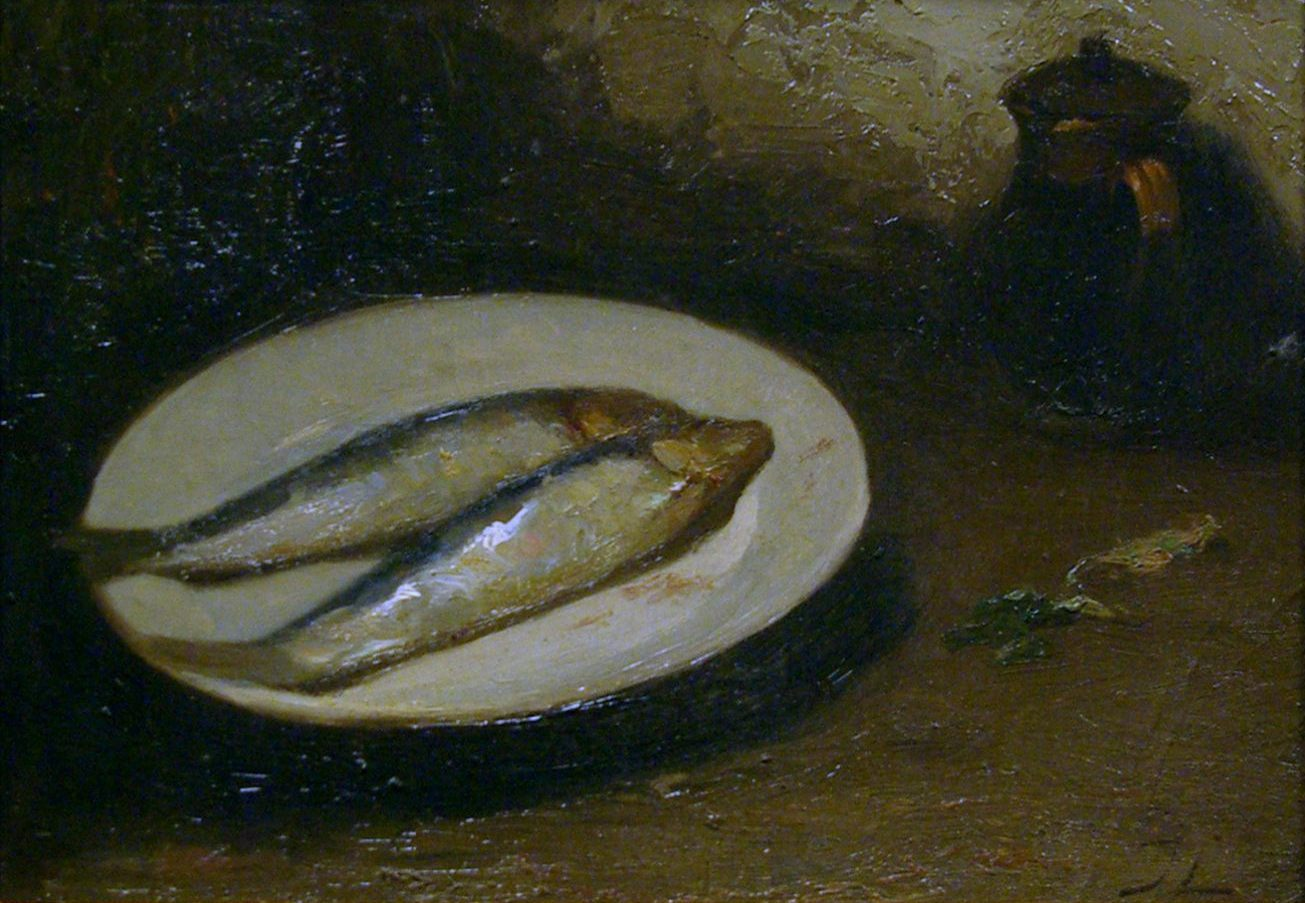
Les Harengs, 1871

### Expositions de ses œuvres

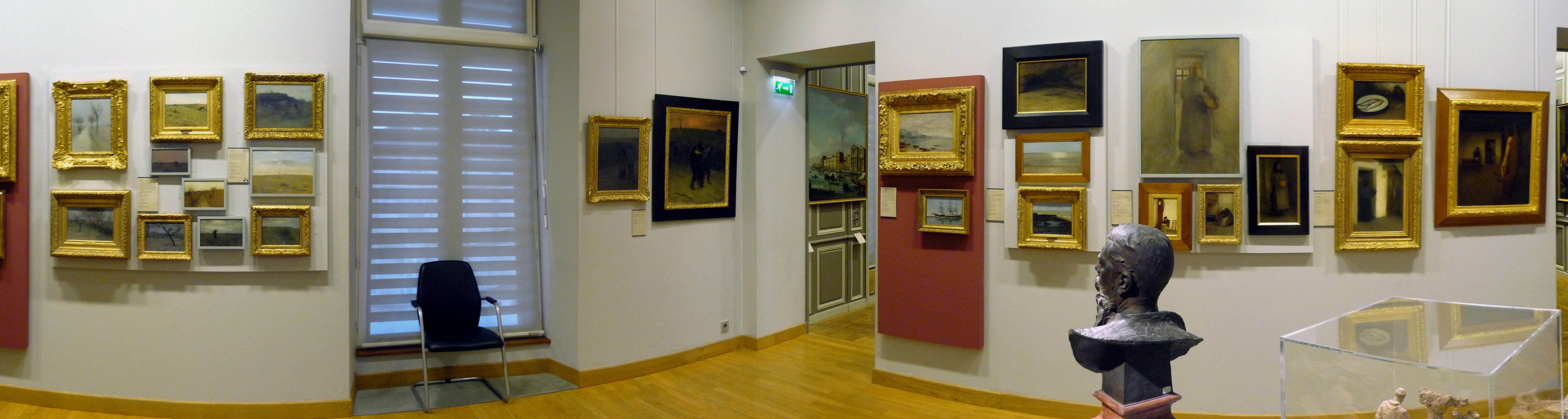
Une partie des tableaux de Léonard Jarraud, devant son buste, salle des artistes Charentais.

- Musée des beaux-arts d'Angoulême